# Lista celor mai mari lagune din lume

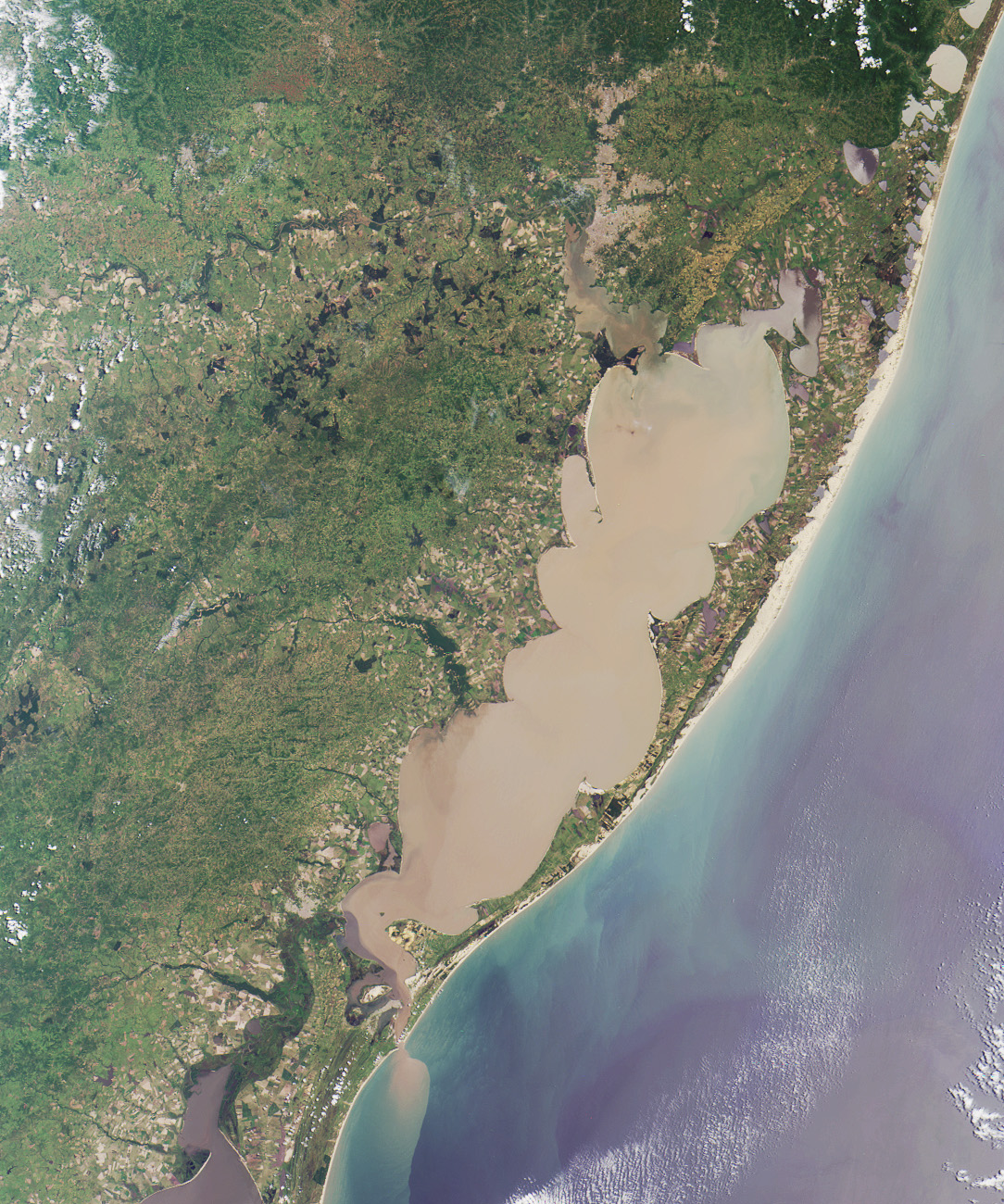
Laguna dos Patos din Brazilia, cea mai mare lagună de coastă din lume

Lista celor mai mari lagune din lume clasifică corpurile de apă total sau parțial izolate printr-o formă specifică de relief față de un corp de apă mai mare, de obicei o mare sau un ocean (lagune), cu o suprafață de peste 500 km2. 

## Preambul
O lagună este o întindere de apă puțin adâncă, separată de o întindere mai mare de apă printr-o formă de relief îngustă, precum un recif, una sau mai multe insule, o peninsulă sau un istm. Lagunele sunt în mod obișnuit împărțite în lagune de coastă și lagune de atoli. 
Lagunele de coastă se găsesc în zone litorale, adeseori existând o similitudine între acestea și corpurile de apă clasificate drept estuare. Lagunele sunt caracteristici costiere comune în multe părți ale lumii.
Lagunele de atoli sunt corpuri de apă parțial sau total închise față de marea sau oceanul înconjurător, delimitate de insule de altitudine joasă din oceanele tropicale, constând dintr-un recif de corali și una sau mai multe insulițe (numite motu) formate prin acumularea de nisip în spatele recifului. Atolii sunt situați în zone tropicale sau subtropicale calde ale oceanelor și mărilor, unde se pot dezvolta corali. Majoritatea celor aproximativ 440 de atoli din lume se află în Oceanul Pacific.
| Imagine | Nume | Suprafață (km2)                               | Localizare                                                                                         | Țară                | Coordonate                                      |
|         | |                                               | |                     |                                                 |
| ------- | --- | --------------------------------------------- | -------------------------------------------------------------------------------------------------- | ------------------- | ----------------------------------------------- |
|         | Lagunele din Noua Caledonie (în franceză Lagons de Nouvelle-Calédonie)                                        | 24.000                                        | Noua Caledonie                                                                                     | Franța              | 20°24′43″S 164°33′59″E / 20.41194°S 164.56639°E |
|         | Garabogazköl (în turkmenă Garabogazköl Aylagy)                                                                | 18.000                                        | Litoralul Mării Caspice                                                                            | Turkmenistan        | 41°21′07″N 53°35′43″E / 41.351944°N 53.595278°E |
|         | Lacul Maracaibo (în spaniolă Lago de Maracaibo)                                                               | 13.512                                        | Estuar care se varsă în Golful Venezuela din Marea Caraibilor                                      | Venezuela           | 9°48′57″N 71°33′24″W / 9.815833°N 71.556667°V   |
|         | Laguna dos Patos (în portugheză Lagoa dos Patos)                                                              | 10.100                                        | Rio Grande do Sul, pe litoralul Oceanului Atlantic                                                 | Brazilia            | 31°06′S 51°15′W / 31.1°S 51.25°V                |
|         | Sistemul Albemarle – Pamlico (în engleză Albemarle – Pamlico sound system)                                    | 7.800                                         | Sistem format dintr-o lagună și un estuar, pe litoralul Oceanului Atlantic                         | Statele Unite       | 35°18′46″N 75°56′14″W / 35.312778°N 75.937222°V |
|         | Laguna Lagos (în engleză Lagos Lagoon)                                                                        | 6.354,7                                       | Statul Lagos, pe litoralul Oceanului Atlantic                                                      | Nigeria             | 6°30′06″N 3°31′21″E / 6.501581°N 3.522492°E     |
|         | Laguna Mirim (Merín) (în portugheză Lagoa Mirim, în spaniolă Laguna Merín)                                    | 3.750                                         | Rio Grande do Sul (BRA), Cerro Largo, Treinta y Tres, Rocha (URU), pe litoralul Oceanului Atlantic | Brazilia/ · Uruguay | 32°45′00″S 52°50′00″W / 32.75°S 52.833333°V     |
|         | Laguna Curlandei (în lituaniană Kuršių marios, în rusă Куршский залив, transliterat: Kurșski zaliv)           | 1.619                                         | Litoralul Mării Baltice                                                                            | Lituania/ · Rusia   | 55°05′34″N 20°54′59″E / 55.092778°N 20.916389°E |
|         | Laguna Mayotte (în franceză Mayotte)                                                                          | 1.500                                         | Mayotte, Oceanul Indian                                                                            | Franța              | 12°50′35″S 45°08′18″E / 12.843056°S 45.138333°E |
|         | Laguna Rangiroa (în franceză Rangiroa)                                                                        | 1.446                                         | Polinezia Franceză, Arhipelagul Tuamotu, Oceanul Pacific                                           | Franța              | 15°07′30″S 147°38′42″W / 15.125°S 147.645°V     |
|         | Laqcul Chilika (în tamilă சில்கா ஏரி, transliterat: Cilkā ēri)                                                    | 1.165 (sezonul musonic) 906 (sezonul secetos) | Odisha, se varsă în Golful Bengal                                                                  | India               | 19°43′00″N 85°19′00″E / 19.716667°N 85.316667°E |
|         | Laguna Caratasca (în spaniolă Laguna de Caratasca)                                                            | 1.110                                         | Departamentul Gracias a Dios, se varsă în Marea Caraibilor                                         | Honduras            | 15°23′00″N 83°51′00″W / 15.383333°N 83.85°V     |
|         | Laguna Indian River (în engleză Indian River Lagoon)                                                          | 910                                           | Florida, litoralul Oceanului Atlantic                                                              | Statele Unite       | 28°03′19″N 80°34′34″W / 28.055278°N 80.576111°V |
|         | Laguna Vistula (în poloneză Zalew Wiślany, în rusă Калининградский залив, transliterat: Kaliningradski zaliv) | 838                                           | Lagună cu apă salmastră la Marea Baltică                                                           | Polonia/ · Rusia    | 54°27′N 19°45′E / 54.45°N 19.75°E               |
|         | Golful Biscayne (în engleză Biscayne Bay)                                                                     | 703                                           | Florida, litoralul Oceanului Atlantic                                                              | Statele Unite       | 25°33′57″N 80°12′59″W / 25.565833°N 80.216389°V |
|         | Laguna Marovo (în engleză Marovo Lagoon)                                                                      | 700                                           | Oceanul Pacific                                                                                    | Insulele Solomon    | 8°29′S 158°04′E / 8.48°S 158.07°E               |
|         | Laguna Szczecin (în germană Stettiner Haff, în poloneză Zalew Szczeciński)                                    | 689                                           | Estuarul fluviului Oder, litoralul Oceanului Atlantic                                              | Germania/ · Polonia | 53°48′16″N 14°08′25″E / 53.804444°N 14.140278°E |
|         | Laguna Venețiană (în italiană Laguna di Venezia)                                                              | 550                                           | Litoralul Mării Adriatice                                                                          | Italia              | 45°24′47″N 12°17′50″E / 45.413056°N 12.297222°E |